# Eumicremma minima
Eumicremma minima là một loài bướm đêm trong họ Erebidae.